# Pietro Di Muccio
Pietro Di Muccio de Quattro (Vairano Patenora, 15 luglio 1946) è un politico e saggista italiano.

## Biografia
È figlio di Guido Di Muccio (1912-1995), sindaco di Vairano Patenora (Caserta) dal 1952 al 1964, Volontario della Libertà, storico dell'Unità d'Italia, le cui ricerche hanno individuato in Vairano Patenora il luogo dell'incontro tra Giuseppe Garibaldi e Vittorio Emanuele II del 26 ottobre 1860, che vi suggellarono l'Unità d'Italia.
Pietro Di Muccio ha conseguito nell'Università "La Sapienza" di Roma la laurea con lode in giurisprudenza il 27 novembre 1968; è diventato professore di diritto ed economia nel 1969; poi nella “Sapienza” ha pure conseguito la laurea con lode in scienze politiche e il dottorato in storia delle dottrine e delle istituzioni politiche, insegnandovi anche diritto parlamentare.
Tra il 1968 e il 1970 vinse sette concorsi pubblici per la carriera direttiva e lavorò per brevi periodi in Montedison, al Ministero delle finanze e al Ministero della difesa.
Nel 1971 entrò nei ruoli del Senato della Repubblica, dopo aver superato il concorso pubblico a cinque posti per titoli ed esami di Referendario parlamentare. Nel 1981, a seguito del relativo scrutinio, fu nominato Consigliere del Senato della Repubblica. Nel 1991 il Consiglio di Presidenza del Senato gli conferì la nomina di Direttore del Servizio prerogative ed immunità, competente in materia di immunità parlamentari e ministeriali, anagrafe patrimoniale, giurì d'onore, verifica dei poteri, contenzioso amministrativo. Nel 1995, a domanda, fu collocato in pensione. È Direttore emerito del Senato della Repubblica.
È iscritto all'albo dei giornalisti dal 1990. Ha collaborato con “il Giornale”, “L'Indipendente”, “Il Tempo”, “L'Opinione” e riviste di politica e storia.

### Attività politica
Consigliere nazionale del Partito Liberale Italiano dal 1981 al 1983 e consigliere comunale di Vairano Patenora dal 1985 al 1989.
Eletto deputato al Parlamento nella XII Legislatura (1994-1996), ebbe l'incarico di vice presidente vicario del Gruppo Forza Italia e di componente della Giunta per il Regolamento, del Comitato di controllo sui servizi segreti, della Commissione Affari costituzionali.
Rappresentante della Regione Lazio nella Commissione tecnica istituita presso la Presidenza del Consiglio per l'attuazione della legge costituzionale 1/1999 sull'elezione diretta dei presidenti di regione e l'autonomia statutaria delle regioni (2000).
Segretario generale del Gruppo parlamentare Forza Italia della Camera dei deputati dal 1999 al 2001, con il presidente Giuseppe Pisanu.
Consigliere politico del ministro della difesa Antonio Martino dal 2001 al 2006.

## Opere
Ha scritto, tra gli altri, il libro di aforismi Minutatim (Edizioni Clanto, 2011). Dice Aventino Frau nella prefazione dell'opera: «Di Muccio è un uomo dello Stato che ne conosce la macchina, la storia, le vicende, le contraddizioni, le miserie, ma che ama profondamente il suo Paese così carico di problemi. Mi piace, dunque, che si leggano questi aforismi, che sono pensieri con un tocco di saggia ironia. Leggendoli un po' in controluce scopriamo che quell'ironia è spesso amara, sottende una critica, una delusione, un'aspettativa».
In Orazione per la Repubblica Di Muccio fa una penetrante e impietosa analisi della Costituzione italiana, scrive Sergio Ricossa nella Presentazione del libro: «Gli uomini politici sono abituati a parlare agli elettori, non a sentir parlare gli elettori. Fanno la predica agli altri, non amano farsi fare la predica dagli altri. Non dialogano che con se stessi, e finiscono con l'isolarsi come una casta indiana... potrà dunque sembrare strano a costoro essere interpellati direttamente da un cittadino... c'è la rivendicazione di un diritto dimenticato, quello di far giungere ai governanti la voce dei governati. Orazione per la Repubblica è, fra l'altro, un modello di arte della critica... le frecciate di Di Muccio sono un servizio reso a coloro che ne sono il bersaglio, non importa se essi ne trarranno profitto o no. Ma se non ne trarranno profitto non sarà soltanto peggio per loro, sarà pure peggio per noi.»
Ne Il golpe bianco di Edgardo Sogno Di Muccio racconta invece la vicenda politica, processuale, umana del leggendario “Comandante Franchi”, il partigiano liberale Edgardo Sogno, eroe e medaglia d'oro al valor militare della Resistenza, antifascista e anticomunista, che nel cuore degli Anni di piombo fu incriminato per cospirazione politica da un magistrato, poi deputato del Pci, Pds, Ds, Pd Luciano Violante. Processo penale e processo politico, accusa e difesa, inquisito e inquisitore si intrecciarono in un coacervo di fatti che fu molto più di un errore giudiziario. Violante mandò in carcere Sogno per cospirazione politica mediante associazione e Sogno denunciò Violante per falso ideologico, un processo, questo, collegato ma poco noto, sebbene il primo si capisca meglio leggendo la sentenza del secondo.
Ne L'ideologia italiana. Dialogo tra Callido e Stolido Di Muccio rileva che gl'Italiani non sanno di avere un'ideologia comune. Questo dialogo, mediante gli argomenti portati da due di loro, la mette in luce. I dialoganti sono inventati come personaggi letterari, eppure reali perché riflettono la mentalità dei viventi. I loro nomi, Callido e Stolido, non escludono che Callido possa apparire sciocco a taluno, come Stolido sembrare sagace a talaltro. Comunque, dalla loro disputa viene fuori un sistema di convinzioni politiche e morali che gl'Italiani nutrono ignari delle ineluttabili implicazioni e conseguenze, le quali, ciò nonostante, deprecano a dispetto della coerenza, dell'esperienza, della "verità effettuale".

## Onorificenze
Grande Ufficiale al merito della Repubblica Italiana; Tenente della Croce Rossa Italiana; Socio Benemerito dell'Associazione Nazionale Carabinieri; Insegna d'Onore del Ministero della Difesa.